# فاطمة الفالحي
فاطمة الفالحي، ممثلة تونسية لها عدة مشاركات في المسرحيات. كان أول ظهور لها في مسلسل نسيبتي العزيزة 4. وكانت مشاركتها مبرمجة في 6 حلقات ثم تم تمديد ذلك إلى 10 لما أبدته من انسجام وتناغم مع دورها جميلة خطيبة الفاهم الذي يؤديه خالد بوزيد.

## أعمالها

### الأدوار الرئيسية في المسرح
- الأوراق المتساقطة لعز الدين قنون وليلى طوبال والإخراج المسرحي لعز الدين قنون.
- نواصي لعز الدين قنون وليلى طوبال والإخراج المسرحي لعز الدين قنون.
- 2009 : الطرح وقام بإخراجها مسرحيا غازي الزغباني.
- 2011 : أهداب الأرض لفاطمة الفالحي.
- 2012 : دبة دبة وقام بإخراجها مسرحيا خولة الهادف.
- 2012 : أوليس في ظل شجرة الزيتون وقام بإخراجها مسرحيا كل من فاطمة الفالحي ومحمد الحسوني وإيستر آندري غونزاليس وجمال جيرمي وميغال بوراس.
- 2014 : ريتشارد الثالث، دائرة قصر وقام بإخراجها مسرحيا جعفر القاسمي.
- 2015 : الحومة وقام بإخراجها مسرحيا فاطمة الفالحي.
- 2020 : روح وقام بإخراجها مسرحيا خولة الهادف.

### الأدوار الرئيسية التلفزية
- 2012 : شوبيك لوبيك (سيتكوم) من إخراج عصام بوقرة ونص قيس شقير.
- 2013 : الزوجة الخامسة لالحبيب المسلماني وجمال الدين خليف (ضيفة شرف الحلقات 1 و2 و5 و6 و8) بدور حياة السّارقة.
- 2013 : علق الصباط لغازي الزغباني.
- 2014 : نسيبتي العزيزة (الموسم 4) لصلاح الدين الصيد بدور جميلة.
- 2016 : هاذوكم (حلقة : النزل) لعبد الحميد بوشناق.